# Diócesis de San Carlos de Ancud
La diócesis de San Carlos de Ancud o de Ancud (en latín: Dioecesis Sancti Caroli Ancudiae) es una circunscripción eclesiástica de la Iglesia católica en Chile. Se trata de una diócesis latina, sufragánea de la Arquidiócesis de Puerto Montt. Desde el 15 de septiembre de 2005 su obispo es Juan María Agurto Muñoz, de la Orden de los Siervos de María.

## Territorio y organización
La diócesis tiene 24 941 km² y extiende su jurisdicción sobre los fieles católicos de rito latino residentes en parte de la región de Los Lagos, comprendiendo la provincia de Chiloé y las comunas de Chaitén, Futaleufú y Palena de la provincia de Palena. También pertenece a su territorio la comuna de Guaitecas de la provincia de Aysén de la Región de Aysén. Originalmente su territorio comprendía a las actuales diócesis de: Valdivia, Osorno, Punta Arenas, a la arquidiócesis de Puerto Montt y así como los vicariatos apostólicos de Araucanía y Aysén.
La sede de la diócesis se encuentra en la ciudad de Ancud en la isla Chiloé, en donde se halla la Catedral de Nuestra Señora del Rosario, conocida como Catedral El Sagrario.
En 2020 en la diócesis existían 27 parroquias agrupadas en 4 zonas pastorales. A continuación se presentan las parroquias de cada zona pastoral, el año de su creación y el sitio en que se encuentra su sede.
Zona Pastoral Norte
- El Sagrario, Ancud (1836)
- Buen Pastor, Ancud (2013)
- San Antonio, Chacao (1567)
- Nuestra Señora del Tránsito, Lliuco (1901)
- San Ramón, Nal (1900)
- Patrocinio San José, Quemchi (1902)

Zona Pastoral Centro
- Santa María de Loreto, Achao (1760)
- Apóstol Santiago, Castro (1567)
- Sagrado Corazón, Castro (1976)
- San Judas Tadeo, Curaco de Vélez (1901)
- Nuestra Señora del Carmen (Santos Reyes), Chaulinec (1901)
- Nuestra Señora del Rosario, Chelín (1888)
- Nuestra Señora de los Dolores, Dalcahue (1849)
- San Francisco Javier, Mechuque (1916)
- Corazón de María, Quilquico (1912)
- Natividad de María, Rilán (1903)
- Nuestra Señora del Patrocinio, Tenaún (1839)
- Nuestra Señora de los Dolores, Voigue (1901)
- Nuestra Señora del Perpetuo Socorro, Quenac (1839)
- San Juan Pablo II, Nercón (2014)

Zona Pastoral Sur
- San Carlos, Chonchi (1839)
- San Pedro Nolasco, Puqueldón (1845)
- Nuestra Señora del Tránsito, Queilén (1851)
- Nuestra Señora del Carmen, Quellón (1901)
- San Pedro, Melinka (1901)

Zona Pastoral Cordillera
- Nuestra Señora de Lourdes, Futaleufú (1940)
- Nuestra Señora del Rosario de la Cordillera, Futaleufú (1999)

Pertenecen a la diócesis las iglesias de madera de Chiloé declaradas Patrimonio de la Humanidad por la Unesco en 2000. Además, cada uno de estos dieciséis templos es Monumento Nacional de Chile.

## Historia
La diócesis fue erigida el 1 de julio de 1840 con la bula Ubi primum del papa Gregorio XVI, obteniendo el territorio de la arquidiócesis de la Santísima Concepción. Originalmente fue sufragánea de la arquidiócesis de Santiago de Chile. Se dispuso que el patrono de su iglesia catedral fuera san Carlos Borromeo.
El 16 de noviembre de 1883 cedió una parte de su territorio para la erección de la prefectura apostólica de la Patagonia Meridional (hoy diócesis de Punta Arenas) mediante el decreto Cum ad catholicae fidei de la Congregación de Propaganda Fide.
El 16 de julio de 1901 cedió una porción de su territorio para la erección de la prefecturas apostólica de la Araucanía (hoy diócesis de Villarrica) mediante el decreto Quum ad majus de la Congregación de Propaganda Fide,
El 14 de junio de 1910 fue establecida una gobernación eclesiástica en Valdivia, dependiente de la diócesis de Ancud. Su único gobernador eclesiástico fue Augusto Klinke Lejer. El 25 de septiembre de 1924 fue erigida por el papa Pío XI la administración apostólica de Valdivia (hoy diócesis de Valdivia), mediante la bula Universalis Ecclesiae.
El 1 de abril de 1939 cedió otra porción de su territorio para la erección de la diócesis de Puerto Montt (hoy arquidiócesis) mediante la bula Summi Pontificatus del papa Pío XII.
El 20 de mayo de 1939 pasó a formar parte de la nueva provincia eclesiástica de la arquidiócesis de la Santísima Concepción.
El 17 de febrero de 1940 cedió otra porción de su territorio para la erección de la prefectura apostólica de Aysén (hoy vicariato apostólico de Aysén) mediante la bula Alteris Nostris del papa Pío XII.
El 10 de mayo de 1963 pasó a formar parte de la nueva provincia eclesiástica de la arquidiócesis de Puerto Montt.
El 1 de junio de 1970, en virtud del decreto Concrediti gregis de la Congregación para los Obispos, amplió su territorio con la adquisición del archipiélago de las Guaitecas y la provincia de Palena al vicariato apostólico de Aysén.
En 2000 entregó los dos pueblos de Raúl Marín Balmaceda y Puerto Gala al vicariato apostólico de Aysén.
Desde el 15 de septiembre de 2005 su obispo es Juan María Florindo Agurto Muñoz, quien era obispo coadjutor del anterior, Juan Luis Ysern de Arce desde octubre de 2001 hasta su renuncia en septiembre de 2005.

## Estadísticas
Según el Anuario Pontificio 2021 la diócesis tenía a fines de 2020 un total de 149 000 fieles bautizados.
| Año                                                                             | Población            | Población | Población      | Sacerdotes | Sacerdotes    | Sacerdotes    | Bautizados por sacerdote | Diáconos permanentes | Religiosos | Religiosos | Parroquias |
| Año                                                                             | Bautizados católicos | Total     | % de católicos | Total      | Clero secular | Clero regular | Bautizados por sacerdote | Diáconos permanentes | Varones    | Mujeres    | Parroquias |
| ------------------------------------------------------------------------------- | -------------------- | --------- | -------------- | ---------- | ------------- | ------------- | ------------------------ | -------------------- | ---------- | ---------- | ---------- |
| 1950                                                                            | 99 430               | 101 400   | 98.1           | 31         | 25            | 6             | 3207                     |                      | 6          | 29         | 22         |
| 1965                                                                            | 100 000              | 120 000   | 83.3           | 28         | 24            | 4             | 3571                     |                      | 4          | 34         | 22         |
| 1970                                                                            | 100 000              | 110 728   | 90.3           | 28         | 23            | 5             | 3571                     |                      | 5          | 32         | 22         |
| 1976                                                                            | 100 000              | 111 000   | 90.1           | 33         | 28            | 5             | 3030                     | 2                    | 6          | 40         | 24         |
| 1980                                                                            | 113 000              | 121 000   | 93.4           | 28         | 24            | 4             | 4035                     | 3                    | 5          | 34         | 24         |
| 1990                                                                            | 122 000              | 132 000   | 92.4           | 18         | 16            | 2             | 6777                     | 3                    | 4          | 35         | 24         |
| 1999                                                                            | 122 000              | 156 000   | 78.2           | 31         | 21            | 10            | 3935                     | 5                    | 12         | 41         | 24         |
| 2000                                                                            | 118 100              | 151 520   | 77.9           | 22         | 16            | 6             | 5368                     | 5                    | 8          | 37         | 25         |
| 2001                                                                            | 118 000              | 151 600   | 77.8           | 23         | 17            | 6             | 5130                     | 5                    | 10         | 39         | 25         |
| 2002                                                                            | 117 978              | 151 516   | 77.9           | 27         | 21            | 6             | 4369                     | 3                    | 8          | 37         | 25         |
| 2003                                                                            | 116 800              | 151 516   | 77.1           | 27         | 21            | 6             | 4325                     | 3                    | 7          | 33         | 25         |
| 2004                                                                            | 116 625              | 151 620   | 76.9           | 27         | 22            | 5             | 4319                     | 1                    | 6          | 36         | 26         |
| 2010                                                                            | 139 000              | 171 000   | 81.3           | 30         | 23            | 7             | 4633                     | 5                    | 9          | 27         | 26         |
| 2014                                                                            | 147 400              | 179 800   | 82.0           | 28         | 22            | 6             | 5264                     | 5                    | 7          | 27         | 27         |
| 2017                                                                            | 152 000              | 185 440   | 82.0           | 25         | 19            | 6             | 6080                     | 6                    | 9          | 27         | 27         |
| 2020                                                                            | 149 000              | 182 900   | 81.5           | 22         | 17            | 5             | 6772                     | 6                    | 7          | 26         | 27         |
| Fuente: Catholic-Hierarchy, que a su vez toma los datos del Anuario Pontificio. |                      |           |                |            |               |               |                          |                      |            |            |            |

## Episcopologio
- Sede vacante (1840-1848)

- Justo Donoso Vivanco † (3 de julio de 1848-10 de marzo de 1853 nombrado obispo de La Serena)
- Vicente Gabriel Tocornal Velasco † (10 de marzo de 1853-9 de junio de 1856 falleció)
- Juan Francisco de Paula Solar Mery, O. de M. † (19 de marzo de 1857-21 de abril de 1882 falleció)
  - Sede vacante (1882-1886)
- Agustín Lucero Lazcano, O.P. † (3 de diciembre de 1886-3 de diciembre de 1897 falleció)
- Ramón Ángel Jara Ruz † (2 de mayo de 1898-31 de agosto de 1909 nombrado obispo de La Serena)
- Pedro Armengol Valenzuela Poblete, O. de M. † (30 de junio de 1910-16 de diciembre de 1916 renunció[nota 1])
- Luis Antonio Castro Álvarez, SS.CC. † (21 de febrero de 1918-23 de octubre de 1924 renunció[nota 2])
- Abraham Aguilera Bravo, S.D.B. † (26 de octubre de 1924-30 de abril de 1933 falleció).
- Ramón Munita Eyzaguirre † (27 de enero de 1934-29 de abril de 1939 nombrado obispo de Puerto Montt)
- Hernán Frías Hurtado † (28 de marzo de 1940-13 de enero de 1945 nombrado obispo de Antofagasta)
- Cándido Rada Senosiáin, S.D.B. † (9 de junio de 1945-22 de diciembre de 1949 renunció[nota 3])
- Augusto Salinas Fuenzalida, SS.CC. † (3 de agosto de 1950-15 de junio de 1958 nombrado obispo de Linares)
- Alejandro Durán Moreira † (17 de abril de 1959-31 de marzo de 1966 nombrado obispo de Los Ángeles)
- Sergio Otoniel Contreras Navia † (21 de noviembre de 1966-25 de enero de 1974 nombrado obispo auxiliar de la Santísima Concepción[nota 4])
- Juan Luis Ysern de Arce (13 de mayo de 1974-15 de septiembre de 2005 retirado)
- Juan María Florindo Agurto Muñoz, O.S.M., por sucesión el 15 de septiembre de 2005

## Galería de imágenes

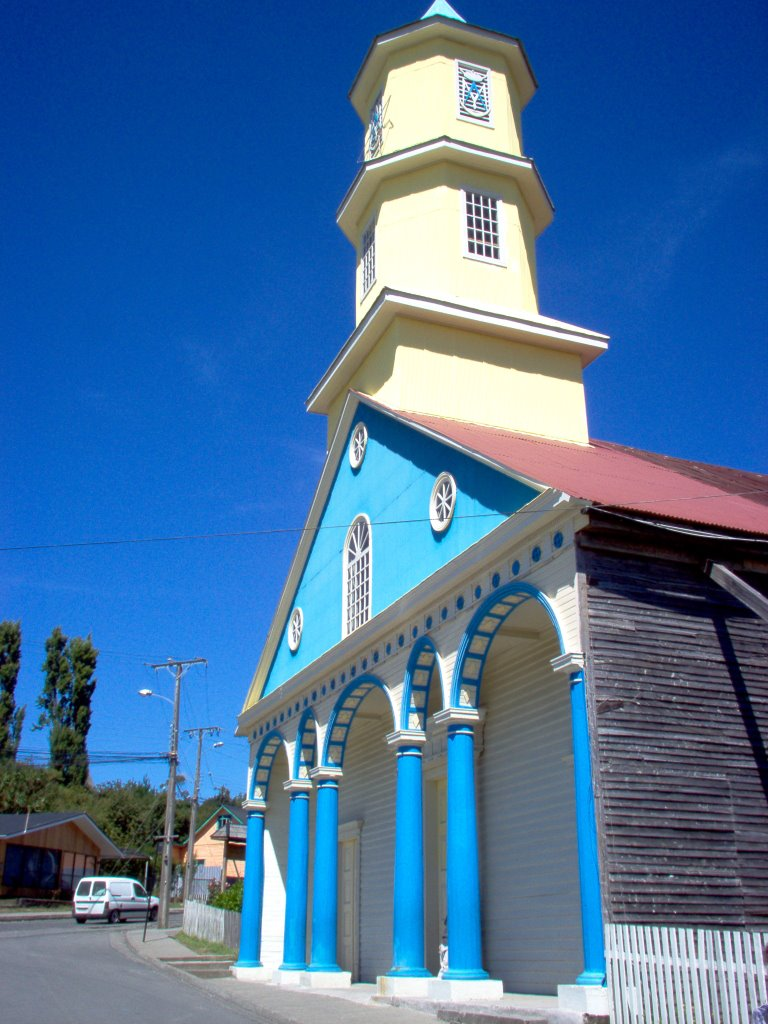
Iglesia parroquial de Chonchi
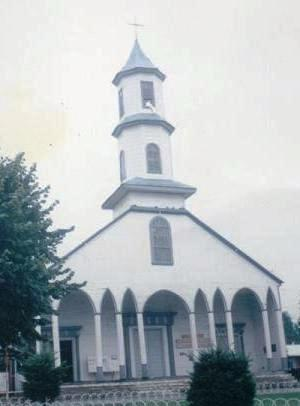
Iglesia parroquial de Dalcahue
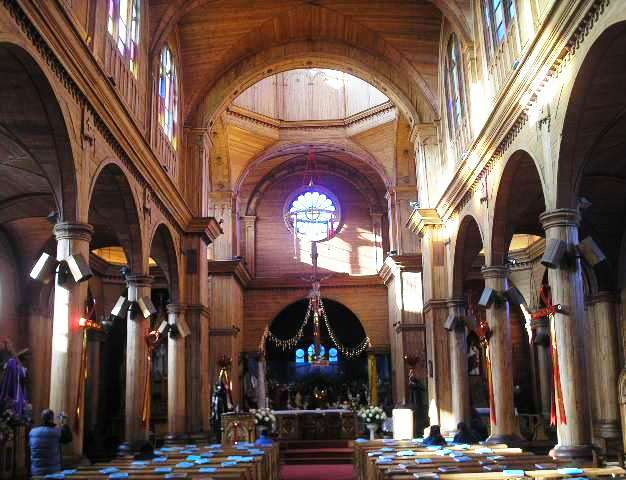
Iglesia parroquial de Castro
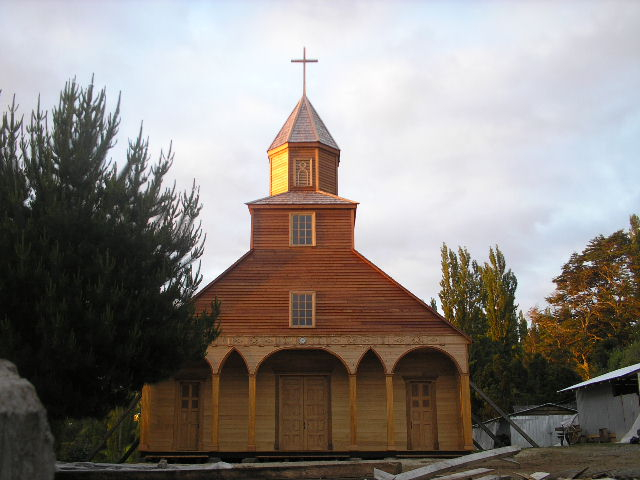
Iglesia parroquial de Ichuac
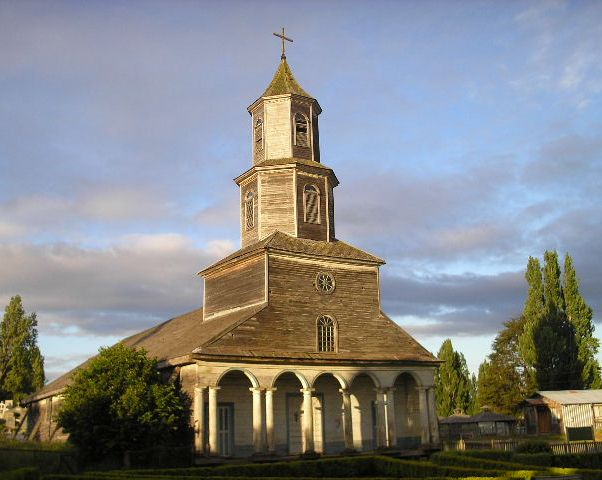
Iglesia parroquial de Nercón
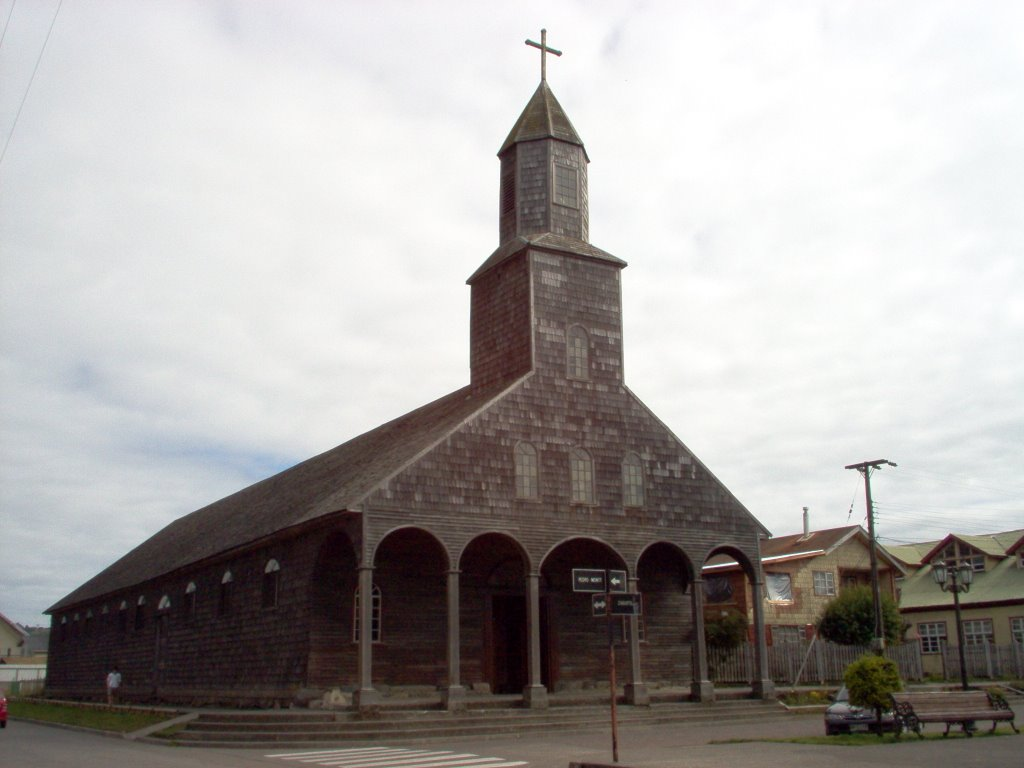
Iglesia parroquial de Achao